# LA to Vegas
La to Vegas è una serie televisiva statunitense creata da Lon Zimmet per il network Fox.
Interpretato da Kim Matula, Ed Weeks, Nathan Lee Graham, Shawn Kavanaugh, Olivia Macklin, Peter Stormare e Dylan McDermott, la serie segue l'equipaggio di una compagnia aerea a basso costo denominata "Jackpot Airlines", il cui volo principale è il viaggio di un weekend da Los Angeles a Las Vegas.
La serie va in onda dal 2 gennaio 2018. Il 22 maggio 2018 Fox ha cancellato la serie dopo una stagione.

## Trama
La serie segue le vite dell'equipaggio e dei passeggeri di una compagnia aerea di basso costo che effettua voli regolari da venerdì a domenica da Los Angeles a Las Vegas, dove accadono episodi alquanto esclusivi.

## Episodi
| Stagione       | Episodi | Prima TV originale | Prima TV Italia |
| -------------- | ------- | ------------------ | --------------- |
| Prima stagione | 15      | 2018               | 2018            |

## Personaggi e interpreti

### Principali
- Veronica "Ronnie" Messing, interpretata da Kim Matula.
- Colin, interpretato da Ed Weeks.
- Bernard Jasser, interpretato da Nathan Lee Graham.
- Nichole, interpretata da Olivia Macklin.
- Artem, interpretato da Peter Stormare.
- Capitano Dave Pratman, interpretato da Dylan McDermott.[6]

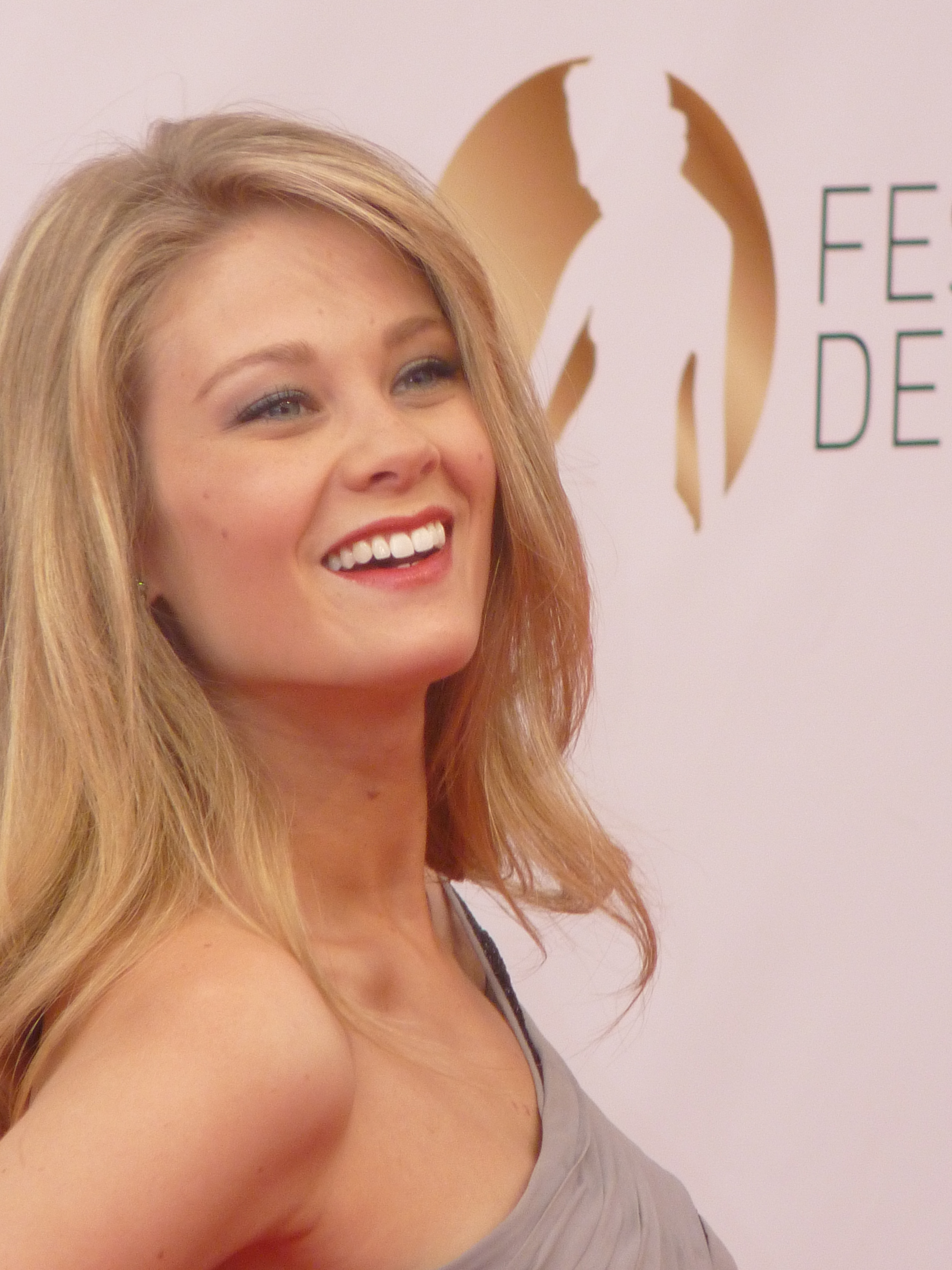
Kim Matula
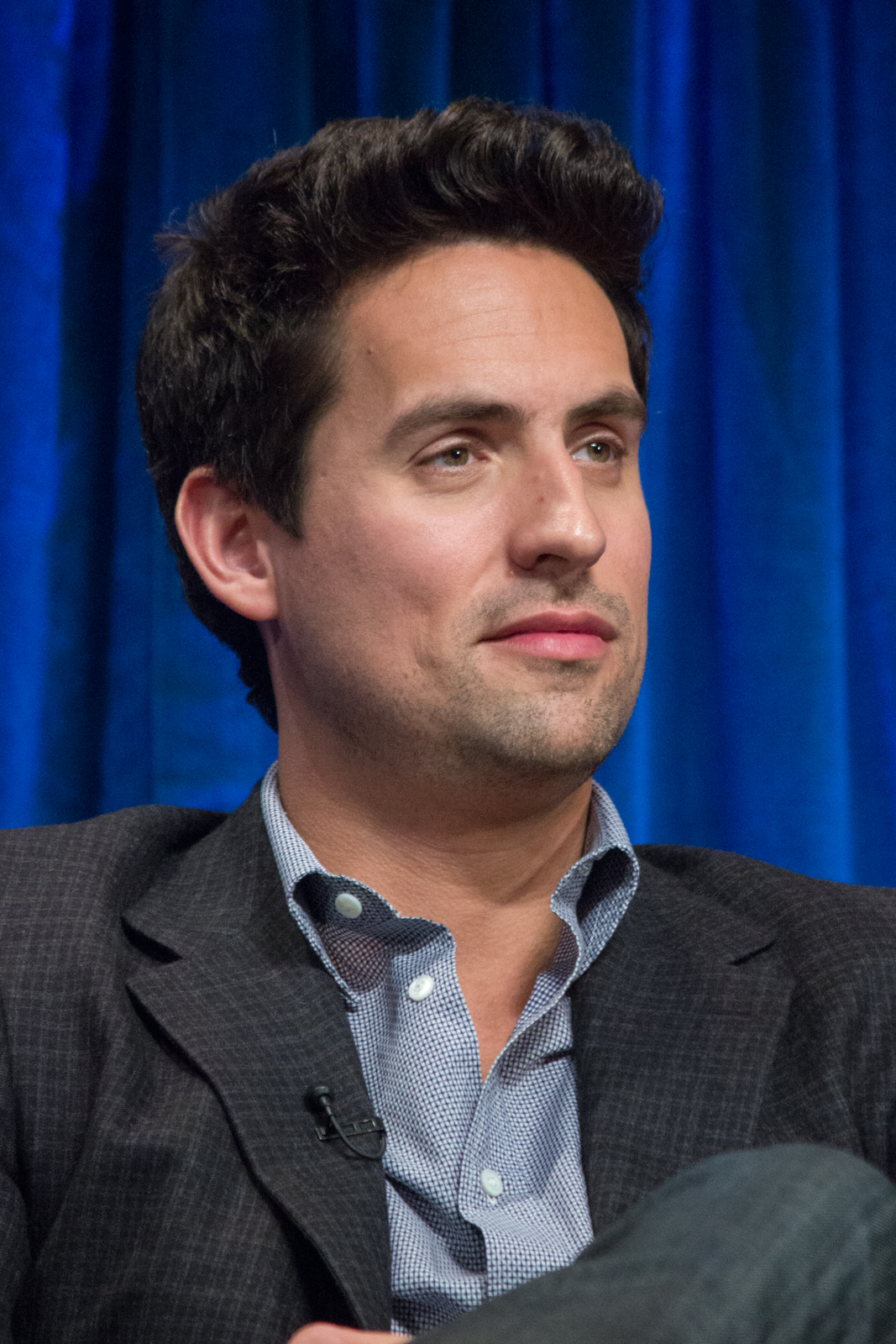
Ed Weeks
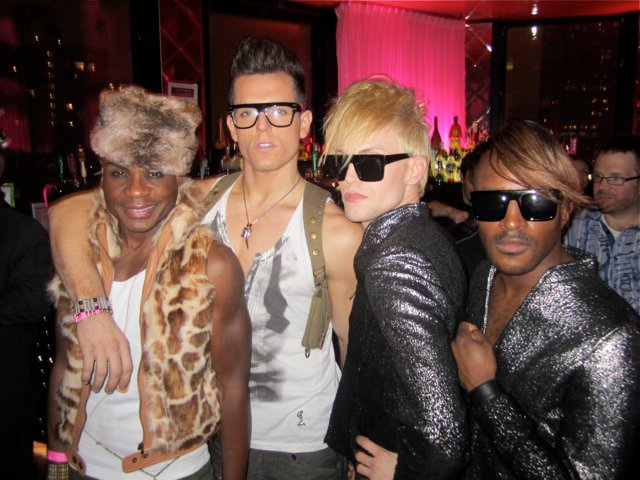
Nathan Lee Graham
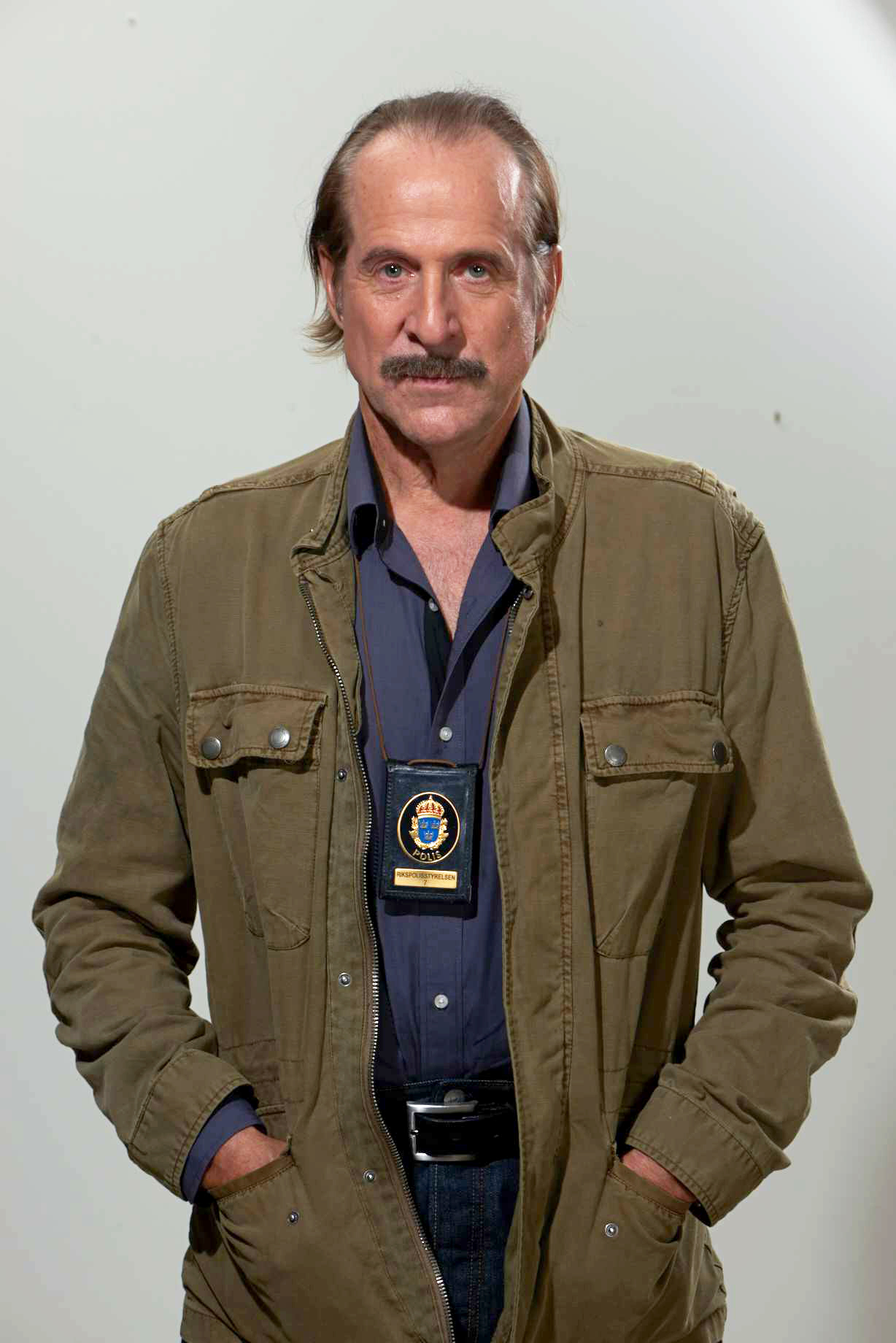
Peter Stormare
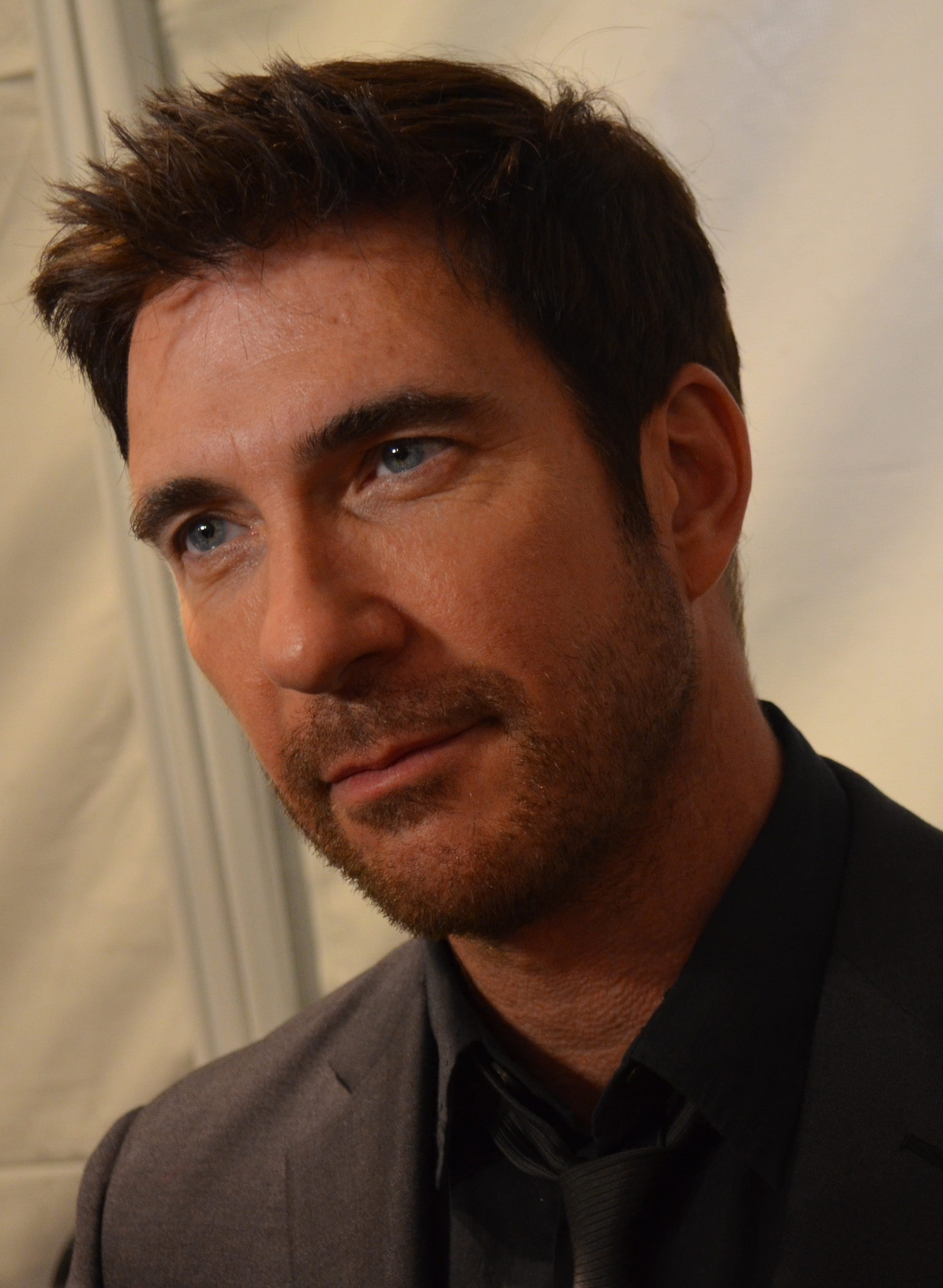
Dylan McDermott

### Ricorrenti
- Capitano Steve Jasser, interpretato da Dermot Mulroney.[7]
- Capitano Kyle, interpretato da Josh Duhamel.[8]
- Jack Silver, interpretato da Don Johnson.[9]

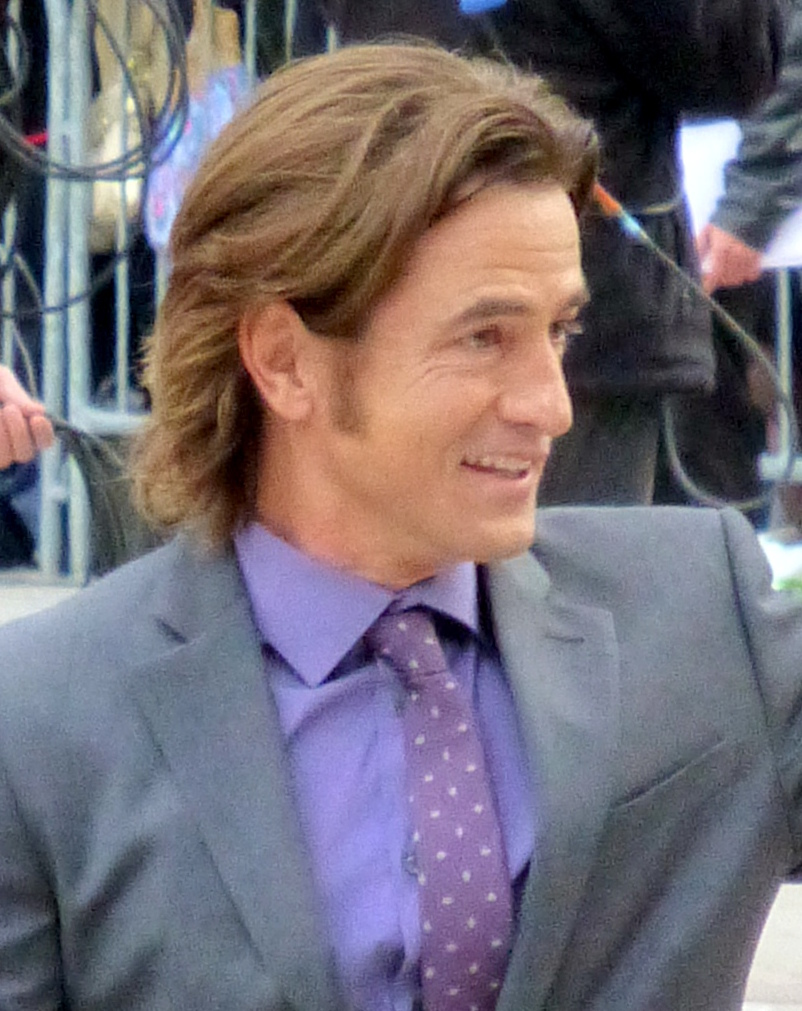
Dermot Mulroney
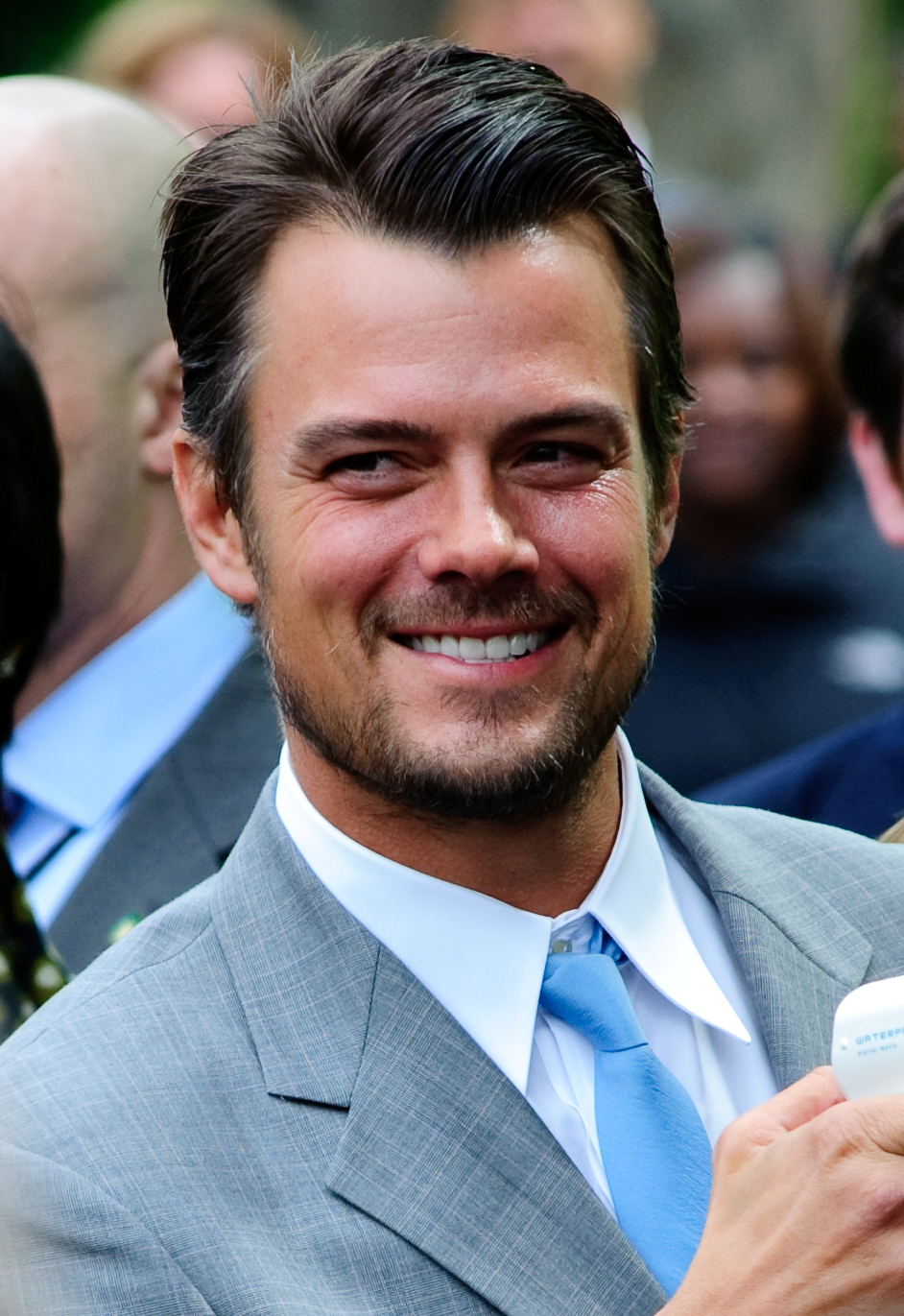
Josh Duhamel
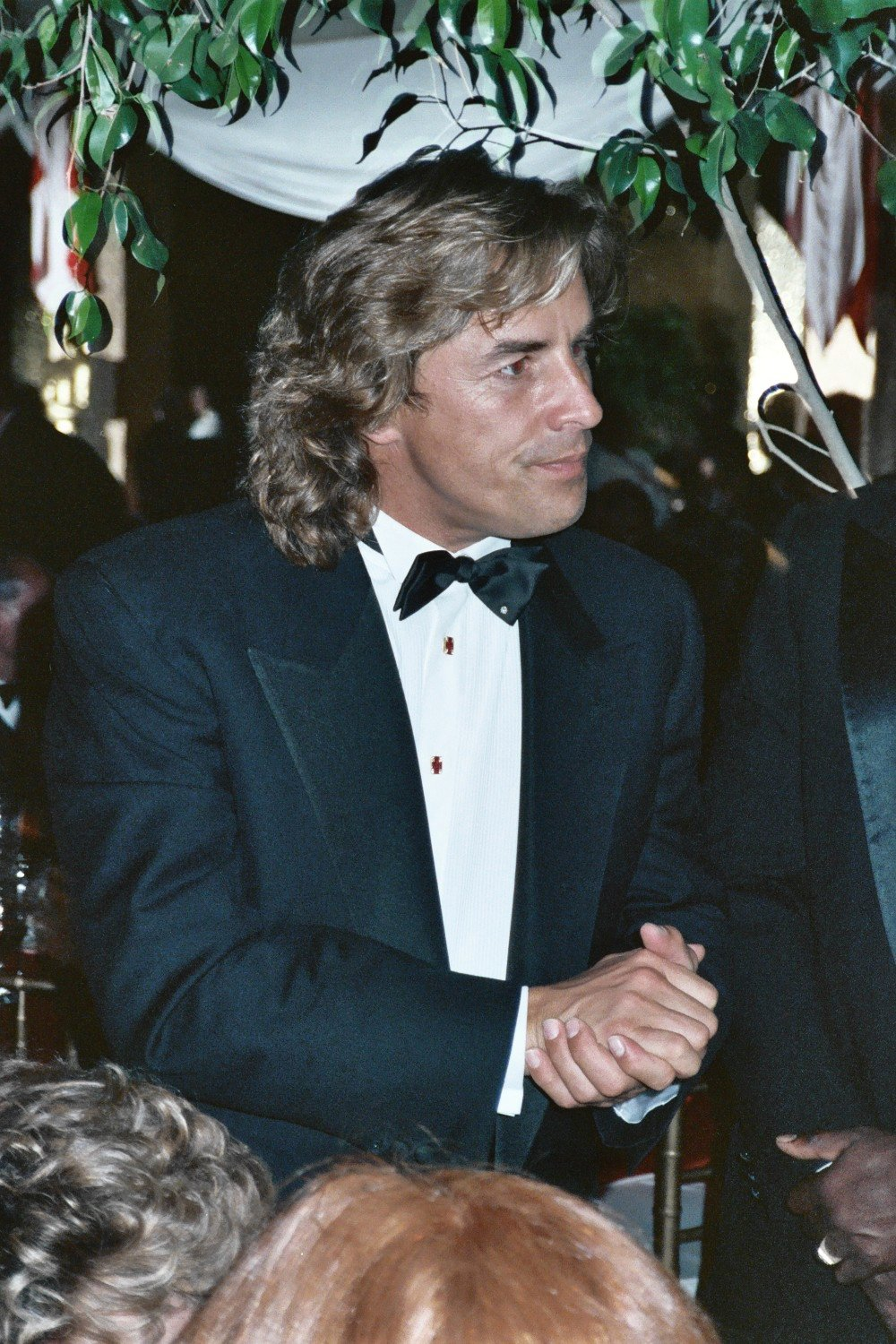
Don Johnson

## Accoglienza
Sull'aggregatore di recensioni Rotten Tomatoes ha un indice di gradimento del 57% con un voto medio di 5.53 su 10, basato su 14 recensioni. Su Metacritic, invece, ha un punteggio di 43 su 100, basato su 13 recensioni.